# Wii Zapper
Wii Zapper — дополнение для контролеров Wii Remote и Wii Nunchuk от Nintendo для игровой консоли Wii. По внешнему виду напоминает оболочку пистолета с вставкой для Wii Remote и Wii Nunchuk. Название произошло от светового пистолета для Nintendo Entertainment System 80-х и 90-х годов, который назывался NES Zapper.

## История
Согласно интервью Сигэру Миямото, идея Zapper как дополнения для Wii Remote появилась одновременно с его созданием. «Мы поняли, что держать Wii Remote в том положении, какого требует игра, может быть неудобно». При этом, в шутерах после каждого выстрела Wii Remote и Wii Nunchuk симулируют отдачу от выстрела, поэтому держать руку на одном и том же месте было практически невозможно.
Прототип «Wii Zapper» был показан на E3 2006. Он был выполнен в виде обреза ружья с пазами для вставки Wii Remote и Wii Nunchuk. Конечный вариант был показан 11 июля 2007 года на E3 2007 и по форме напоминал пистолет-пулемёт Томпсона, но больше было взято от Steyr AUG.

## Использование
Wii Remote без чехла и Wii Motion Plus вставляется в паз в стволе, а Nunchuk — в приклад. Эта конструкция универсальна, обеспечивая возможность играть в любую совместимую с Wii Zapper игру.
Существуют другие разновидности Wii Zapper, но они, как правило, не являются официальными, менее качественны и удобны. Среди них стоит отметить неплохой вариант — BlackHorns, который, может быть, и не очень удобен, но зато имеет эстетичный внешний вид, схожий с SMG-9, чёрный и белый варианты расцветки, симуляцию выстрелов при нажатии курка.

## Поддерживаемые игры
Wii Zapper поддерживает игры: Resident Evil: The Umbrella Chronicles, Ghost Squad, Medal of Honor: Heroes 2, The House of the Dead 2 & 3 Return, House of the Dead: Overkill, Call of Duty: World at War, Wild West Guns, Quantum of Solace, Call of Duty: Modern Warfare Reflex Edition, Dead Space: Extraction, Resident Evil: The Darkside Chronicles, Heavy Fire: Special Operations, Mad Dog McCree: Gunslinger Pack и GoldenEye 007. Wii Zapper был впервые выпущен в Японии 25 октября 2007 года.